# Drin
Der Drin (albanisch indefinit, definit Drini; mazedonisch und serbisch Дрим Drim; altgriechisch Δρἰλων Drílōn; lateinisch Drinus) ist ein Fluss im Südwesten der Balkanhalbinsel mit einer Länge von 285 Kilometern. Die durchschnittliche Wassermenge beträgt 352 m³/s. Er entwässert ein Gebiet von 19.686 km², das weite Teile des nördlichen und östlichen Albaniens, Gebiete im Westen und Südwesten Nordmazedoniens, den westlichen Teil Kosovos sowie den Südosten Montenegros umfasst. Der Drin entsteht bei der nordostalbanischen Stadt Kukës aus dem Schwarzen und dem Weißen Drin, deren Quellen in Nordmazedonien bzw. im Kosovo liegen.
Der Drin wird mehrfach zur Energiegewinnung gestaut.

## Schwarzer Drin

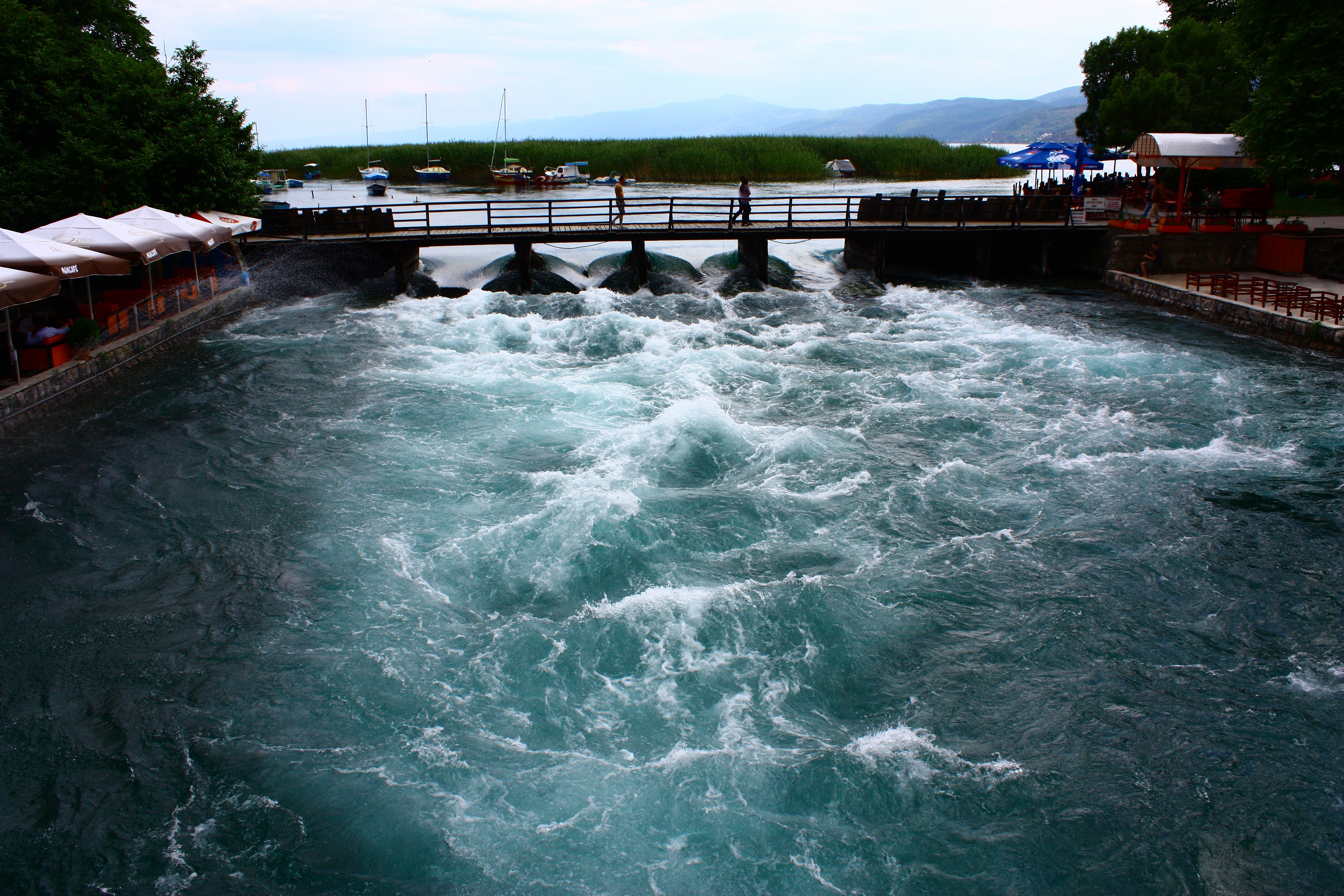
Ausfluss des Schwarzen Drin aus dem Ohridsee bei Struga

Der Schwarze Drin (alb. Drin/-i i Zi; mazedonisch Црни Дрим Crni Drim) entspringt dem Ohridsee, nach andren Quellen liegt der Quellkopf in der Gegend Ostrovo beim Kloster Sveti Naum. Am Ausfluss auf 695 m liegt die südwestmazedonische Kleinstadt Struga. Der Fluss fließt 149 Kilometer nordwärts durch die gebirgige Landschaft Westmazedoniens und Nordostalbaniens.
In Nordmazedonien passiert der Fluss zwei Stauseen, den Globočicasee und den Debarsee unmittelbar bei Debar. Kurz nach der großen Talsperre des Debarsees erreicht er die Grenze zu Albanien, die er für ein paar Kilometer bildet. Danach tritt er ganz auf albanisches Gebiet über. Der weitere Verlauf des Flusses in Albanien zieht sich nach Norden durch bevölkerungsarme, bergige und unwegsame Landschaften.

## Weißer Drin

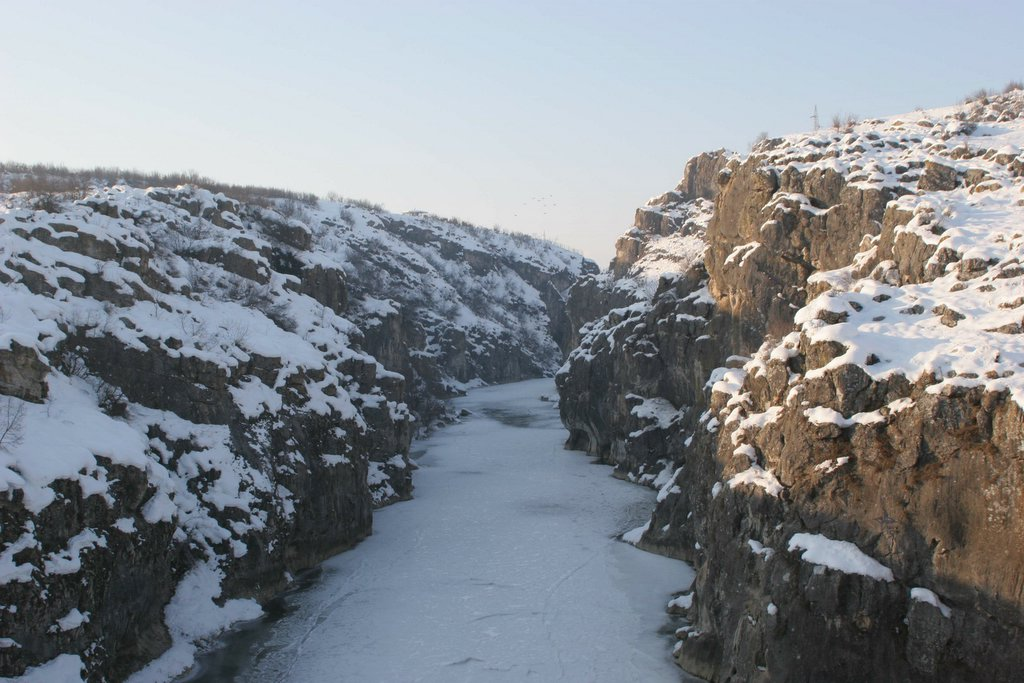
Vereister Weißer Drin im Winter bei der Drin-Schlucht

Der Weiße Drin (albanisch Drin/-i i Bardhë; serbisch Beli Drim Бели Дрим) entspringt nahe dem Dorf Radac/Radavac nördlich von Peja aus einer starken Gebirgsquelle. Die ersten 25 Kilometer verläuft er als teilweise stark mäandrierender Ebenenfluss in östliche Richtung, bevor er sich kurz vor der Stadt Klina nach Süden wendet. Sechs Kilometer unterhalb des Ortes mündet von rechts die Bistrica e Pejës ein. Der Weiße Drin entwässert die Dukagjin-Ebene bzw. Metochien. Sein Verlauf führt dabei ab Klina primär nach Süden, wo er zunächst in einem engen Tal durch die westlichen Ausläufer des Carraleva-Gebirges fließt. Nach dem Wiedereintritt in die Ebene nimmt der Drin den von rechts kommenden Bistrica e Deçanit und einige Kilometer weiter den Erenik auf und passiert die Drin-Schlucht.
Auf den letzten 20 Kilometern seines Laufes in Kosovo – etwa ab dem Ort Krajk – durchfließt der Weiße Drin teilweise enge Schluchten und ist bereits dem Einfluss der Fierza-Talsperre unterworfen, die sich im benachbarten Albanien befindet. Hier nimmt er von links seinen letzten größeren Nebenfluss, die Bistrica e Prizrenit, auf.
Mit etwa 113 Kilometern auf kosovarischem Gebiet ist er der längste Fluss des Landes. Westlich der Stadt Prizren überquert er – schon zum Fierza-See gestaut – die Grenze zu Albanien, wo er sich nach 16 Kilometern mit dem Schwarzen Drin vereinigt. Kurz zuvor mündet von Süden die Luma ein.

## Vereinigter Drin
Bei der nordostalbanischen Stadt Kukës vereinigen sich der von Nordosten kommende Weiße und der von Süden kommende Schwarze Drin. Der Flusslauf ist in den Nordalbanischen Alpen, die westwärts durchquert werden, beinahe ausnahmslos gestaut. Beide Oberläufe speisen den Fierza-Stausee, der den Weißen Drin bis über die Grenze nach Kosovo staut, rund 72,5 Quadratkilometer groß und bis zu 128 Meter tief ist. Der folgende Koman-Stausee dient in der abgelegenen Bergregion auch als Verkehrsweg. Neben einer Personenfähre, die die kleinen Weiler entlang des Sees bedient, verkehren im Sommer zwei Autofähren zwischen den Anlegestellen Fierza und Koman (Stand Juni 2015).  Der Koman-See ist rund zwölf Quadratkilometer groß und hat eine maximale Tiefe von 96 Metern. Die Staumauer von Vau-Deja, die den Vau-Deja-Stausee bildet, befindet sich am westlichen Rand des Gebirges. Der letzte Stausee hat eine Fläche von 24,7 Quadratkilometer und ist bis zu 52 Meter tief.
Der Fierza-Stausee wird zudem vom Nebenfluss Valbona, der Koman-Stausee von der Shala gespeist.

## Unterläufe

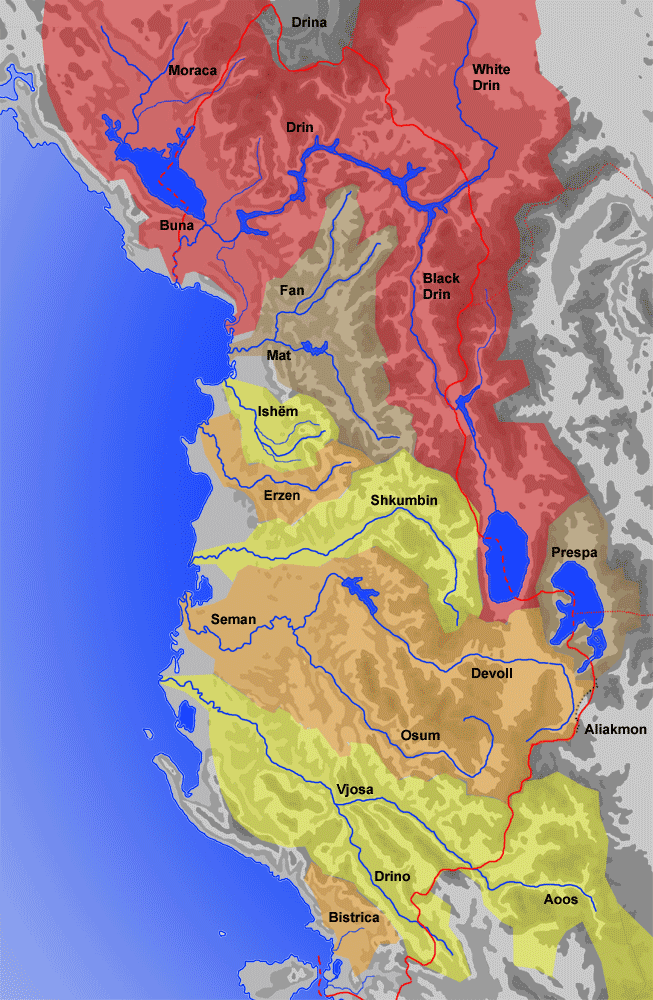
Einzugsgebiete albanischer Flüsse. Dasjenige des Drins ist rot markiert. Es umfasst zusammen mit Ohrid- und Prespasee eine Fläche von 19.686 km².

Kurz nach der Staumauer trennt sich der Drin in der Küstenebene Nordalbaniens durch Bifurkation. Bodensenkungen oder Hochwasser in den Jahren 1848, 1858/59 und 1896 führten dazu, dass die Mehrheit der Wassermassen sich einen neuen Weg suchte, der vermutlich mit dem Verlauf im Altertum einigermaßen übereinstimmen dürfte.
Der Alte Drin (albanisch Drin/-i i Lezhës), ein sehr kleiner Flussarm, der heute hauptsächlich vom Zufluss Gjadër gespeist wird, zieht sich nach Süden durch die Zadrima-Ebene. Bis 1848 war dies der einzige Lauf. Wenig westlich der Stadt Lezha, wo er sich einen Weg zwischen zwei Hügeln durchbahnt, erreicht er im Drin-Golf das Adriatische Meer. In der flachen Küstenebene hat er ein großes Lagunensystem gebildet. Die Hauptlagune nördlich des Drins heißt Kuna, diejenige südlich Vain.
Der zweite, größere Flussarm (demzufolge auch Großer Drin, albanisch Drin/-i i Madh, genannt) verläuft nach Westen. Das im Jahr 2012 eröffnete Wasserkraftwerk Ashta am Vereinigten Drin, etwas unterhalb des Vau-Deja-Stausees gelegen, wird dabei zuerst passiert. Danach passiert der Drin den Südrand der Stadt Shkodra, wo er sich unweit der Burg Rozafa bei Bahçallëk mit der Buna, die soeben den Shkodrasee verlassen hat, vereinigt. Die Buna, die während mehr als der Hälfte der Strecke die Grenze zwischen Albanien und Montenegro bildet, erreicht nach 32 Kilometern die Adria. Die Mündung befindet sich rund 20 Kilometer nordwestlich der Mündung des südlichen Drin-Armes ebenfalls am Drin-Golf. Im Gegensatz zum Drin ist die Buna durchwegs schiffbar.